# Вольська Анжеліка Валеріївна
Анжеліка Валеріївна Вольська (Ячевська) (нар.. 1970) — російська акторка театру і кіно.

## Біографія
Народилася 22 лютого 1970 року. Батьки, Валерій Вольський і Таїсія Вострикова — геологи.
Народилася в поїзді, коли батьки їхали до Ростова-на-Дону. Дитинство провела в місті Солнечнодольску Ставропольського краю.
В дитинстві цікавилася математикою і фізикою, мріяла стати науковою співробітницею. Але після закінчення школи подруга вмовила її піти разом з нею вступати до театрального. Таким чином, пройшовши всі відбіркові тури, Анжеліка поступила до ГІТІСу.
Популярність прийшла після виходу серіалу «Дві долі», де Анжеліка зіграла роль периферійної стерви Лідії.
Пише пейзажі, портрети, колекціонує старовинні книги Пушкіна та Вільяма Шекспіра, фотографує заходи, любить театр і музику. 
Зараз акторка працює в антрепризі «Незаміжня жінка», виступає з творчими вечорами і багато знімається в кіно (Росія, Україна).

## Ролі в театрі
- Вистава «Підступ» (режисер-постановник: Юрій Смирнов).
- Антреприза «Незаміжня жінка»

## Фільмографія
1. 2002 — Дві долі — Лідія
2. 2003 — Російські амазонки-2
3. 2003 — Сищик без ліцензії
4. 2003 — Театральний блюз
5. 2004 — Зцілення коханням — Таїсія
6. 2004 — Даша Васильєва 3. Любителька приватного розшуку. "Сплять втомлені іграшки"
7. 2004 — Даша Васильєва 3. Любителька приватного розшуку. "Басейн з крокодилами"
8. 2006 — Все включено — Галина, головна бухгалтерка приморського готелю
9. 2006 — Сестри по крові — Надія Косарєва, кримінальниця і аферистка
10. 2007 — Тримай мене міцніше — Наталя Павлова, мати Поліни
11. 2008 — Коли не вистачає любові — Ірина Устинкіна, сусідка Тамари
12. 2008 — Дорослі ігри — суддя
13. 2008 — Жінка, не схильна до авантюр — Алла
14. 2008 — Заходь — не бійся, виходь — не плач — Стелла Тимофєєва, успішна підприємиця
15. 2008 — Козаки-розбійники — Ніна Павлівна, мати Михайлика
16. 2008 — Королева льоду — Алла, найкраща подруга Ірини 40-45 років, власниця спа-салону
17. 2008 — Шалений янгол — Ольга Савельєва, кінорежисерка
18. 2008 — Кіно на двох (документальний фільм)
19. 2009 — Хлопчик і дівчинка — мати Ксенії
20. 2010 — Пожежа — Ольга
21. 2010 — Справа Кропив'яних
22. 2010 — Була любов
23. 2010 — Я подарую собі чудо
24. 2010 — Анжеліка — сусідка Анфіса
25. 2011 — Стерви
26. 2011 — Група щастя
27. 2011 — Зарево
28. 2011 — Манна небесна
29. 2012 — Горобчик — Тетяна Іванівна, мати Ігоря
30. 2012 — Черговий ангел 2
31. 2012 — Скліфосовський
32. 2012 — Без сліду — Віра Савочкіна
33. 2012 — Господиня моєї долі
34. 2013 — Королева бандитів — Міла
35. 2013 — Бухгалтер (короткометражний) — дружина банкіра
36. 2013 — Право на любов — Марина
37. 2013 — Вальс-Бостон — Людмила Іванівна
38. 2013 — Подарунок — епізод
39. 2014 — Дорога без кінця — Маргарита
40. 2014 — Батько Матвій — Лідія Сергіївна Мочалова
41. 2018 — Той, хто читає думки (Менталіст) (серія № 5 «Боротьба за спадок») — Віра, художня критикиня, сусідка Ільясових

## Особисте життя
- Перший чоловік: Євген Буртяк — сценарист, письменник (одружились 1990 року)
  - син: Андрій (Рей) Буртяк — актор та музикант
- Другий чоловік: Дмитро Ячевський (нар. 1960), зустрічались з 2003, одружились 2006 року)[3][4]